# 지쿠젠이와야역
지쿠젠이와야역(일본어: 筑前岩屋駅)은 일본 후쿠오카현 아사쿠라군 도호촌에 있는 규슈 여객철도 히타히코산 선의 철도역이다.

## 역 구조
단선 승강장 1면 1선을 가진 지상역이자, 무인역이다.

## 역사
- 1956년 3월 15일 : 히타히코산 - 다이교지 간 연신에 수반해 개업.
- 1960년 4월 1일 : 히타 선의 히코산 선과의 구간 통합에 의해 히타히코산 선의 소속이 된다.
- 1987년 4월 1일 : 국철 분할 민영화에 의해 규슈 여객철도가 승계.

## 인접 역
| 히타히코산 선    | 히타히코산 선 | 히타히코산 선        |
| ---------------- | ------------- | -------------------- |
| 히코산 조노 방면 | ■ 보통        | 다이교지 요아케 방면 |